# La Motte-Fanjas
La Motte-Fanjas är en kommun i departementet Drôme i regionen Auvergne-Rhône-Alpes i sydöstra Frankrike. Kommunen ligger i kantonen Saint-Jean-en-Royans som tillhör arrondissementet Valence. År 2022 hade La Motte-Fanjas 197 invånare.

## Befolkningsutveckling
Antalet invånare i kommunen La Motte-Fanjas
Referens:INSEE